# Itobi (ort)
Itobi är en ort i Brasilien.   Den ligger i kommunen Itobi och delstaten São Paulo, i den sydöstra delen av landet, 700 km söder om huvudstaden Brasília. Itobi ligger 686 meter över havet och antalet invånare är 7 545.
Terrängen runt Itobi är platt åt sydväst, men åt nordost är den kuperad. Terrängen runt Itobi sluttar västerut. Närmaste större samhälle är Vargem Grande do Sul, 13,5 km sydost om Itobi.
Omgivningarna runt Itobi är en mosaik av jordbruksmark och naturlig växtlighet. Runt Itobi är det ganska tätbefolkat, med 56 invånare per kvadratkilometer.